# (11604) Novigrad
(11604) Novigrad est un astéroïde de la ceinture principale.

## Description
(11604) Novigrad est un astéroïde de la ceinture principale. Il fut découvert le 21 octobre 1995 à Višnjan par Korado Korlević et Vanja Brcić. Il présente une orbite caractérisée par un demi-grand axe de 2,98 UA, une excentricité de 0,02 et une inclinaison de 8,5° par rapport à l'écliptique.

## Compléments